# El sexo de los pobres
El sexo de los pobres es una película de comedia y drama mexicana de 1983, escrita y dirigida por Alejandro Galindo, y protagonizada por David Reynoso, Gerardo Reyes, Rossy Mendoza y Rebeca Silva.Fue filmada en locaciones de la Ciudad de México.

## Trama
Cloromiro Armendáriz es condenado por conducta amoral en lugar público y plena luz del día. Es tratado como un depravado quien no puede contener sus impulsos sexuales en ningún momento. Sin embargo con ayuda del abogado del sindicato y de sus amigos tiene una posibilidad de salir libre.

## Reparto
- David Reynoso como Clodomiro Almendariz y Fuentes
- Gerardo Reyes como Octaviano Rojas Escamilla
- Rossy Mendoza como Evelyn Andrade (Trinidad)
- Rebeca Silva como Inés
- Freddy Fernández «El Pichi» como Leandro Acamapixle ('El Pichi')
- Carlos Riquelme como Juez
- Carlos East como Don Ronaldo
- Frank Moro como Abogado defensor
- Martha Elena Cervantes como Miembra liga de la moral
- Mariela Flores como Miembra liga de la moral
- Jorge Fegán como Delegado
- Claudia Tate como Enedina
- Fuensanta Zertuche como Miembra liga de la moral
- Carlos Rotzinger como Agente ministerio público
- Carlos Bravo y Fernández como Periodista
- Mario Cid
- Luis Guevara como Aristeo Avendaño Ruiz (Cocoyoco)